# Зелена Долина (Синельниківський район)
Зелена Доли́на — село в Україні, у Синельниківському районі Дніпропетровської області. Входить до складу Покровської селищної громади. Населення становить 108 осіб. Орган місцевого самоврядування — Покровська селищна рада.

## Географія
Село Зелена Долина знаходиться за 3 км від лівого берега річки Вовча, на відстані 1,5 км від села Старокасянівське. У селі бере початок Балка Слиницька. Поруч проходить автомобільна дорога Н15.

## Назва
Спочатку це був хутір Зеленодолинський, який згодом переріс у село. Назва вказує на його місцезнаходження — в зеленій долині. У цьому випадку — неподалік від річки Вовча в долині.

## Історія
- 1912 — дата заснування.
- 12 червня 2020 року, відповідно до розпорядження Кабінету Міністрів України № 709-р від «Про визначення адміністративних центрів та затвердження територій територіальних громад Дніпропетровської області», увійшло до складу Покровської селищної громади[1].
- 19 липня 2020 року, в результаті адміністративно-територіальної реформи і ліквідації Покровського району, село увійшло до складу новоутвореного Синельниківського району[2].

## Населення

### Мова
Розподіл населення за рідною мовою за даними перепису 2001 року:
| Мова            | Кількість | Відсоток |
| --------------- | --------- | -------- |
| українська      | 104       | 96.30%   |
| російська       | 2         | 1.85%    |
| інші/не вказали | 2         | 1.85%    |
| Усього          | 108       | 100%     |